# Lakavica (Gostivar)
Lakavica (makedonsky: Лакавица, albánsky: Llakavicë) je vesnice v Severní Makedonii. Nachází se v opštině Gostivar v Položském regionu. 

## Demografie
Podle sčítání lidu z roku 2021 žije ve vesnici 522 obyvatel. Etnickými skupinami jsou:
- Albánci – 507
- Srbové – 1
- ostatní – 14